# Dominik Hammer
Dominik Hammer (* 27. Juli 1981 in Landshut) ist ein deutscher Eishockeystürmer, der zuletzt beim EV Landshut in der Oberliga Süd unter Vertrag stand. 

## Karriere
Dominik Hammer begann seine Karriere 2000 in seiner Geburtsstadt beim EV Landshut. In der Saison 2001/02 gewann er mit Landshut die Oberliga-Meisterschaft und stieg in die 2. Eishockey-Bundesliga auf. Nach weiteren zwei Jahren bei den Cannibals erhielt er zur Saison 2004/05 eine Förderlizenz für die Kassel Huskies in der Deutschen Eishockey Liga. Zur Saison 2005/06 wechselte Hammer fest zu den Kassel Huskies, verließ den Klub allerdings nach 28 Spielen und schloss sich dessen Ligakonkurrenten Hannover Scorpions an. Auch in der Saison 2006/07 wechselte der Stürmer während der laufenden Spielzeit: Zu Beginn stand er noch bei den Augsburger Panthern unter Vertrag, entschied sich aber für eine Rückkehr zu seinem Stammverein, den Landshut Cannibals, in die 2. Bundesliga. Nach einer weiteren Saison bei den Cannibals wechselte er im Sommer 2008 zu den Bietigheim Steelers, mit denen er in der Saison 2008/09 den Gewinn der Zweitliga-Meisterschaft erreichte.
Im Vorfeld der Saison 2011/12 erhielt Hammer einen Try-Out-Vertrag bei Straubing Tigers aus der DEL. Nach Ablauf des Probevertrags war Hammer zunächst vereinslos, ehe er Mitte Oktober 2011 von den Dresdner Eislöwen verpflichtet wurde. Zur Saison 2012/13 wechselte er innerhalb der 2. Eishockey-Bundesliga und unterschrieb einen Vertrag bei den Hannover Indians. Nach einem Jahr in Niedersachsen und zwei Jahren beim Bayernligisten EV Moosburg spielte er von 2015 bis 2017 wieder bei seinem Stammverein EV Landshut in der Oberliga Süd.

## Erfolge und Auszeichnungen
- 2002 Meister der Eishockey-Oberliga mit dem EV Landshut
- 2009 Meister der 2. Eishockey-Bundesliga mit den Bietigheim Steelers

## Statistik
(Stand: Ende der Spielzeit 2012/13)